# Tenca
La tenca (Tinca tinca) és un peix de la família dels ciprínids (Cyprinidae) que es pot trobar per tota Euràsia, des de les Illes Britàniques fins a l'est d'Àsia i ha estat introduït als EUA i altres països.

## Morfologia
És un peix amb una forma similar a una carpa, amb el cos gros i pesat i comprimit lateralment. La seva longitud màxima pot arribar als 65 cm i pesar fins a 7 kg, tot i que la majoria d'exemplars solen assolir entre 20 i 35 cm de longitud amb un pes de 2 kg. La seva pell es gruixuda i viscosa amb petites escates incrustades. Sol ser de color verd oliva i a vegades de color verd més fosc amb reflexes daurats a la superfície del ventre. La seva aleta caudal té forma quasi quadrada. Té el cap triangular i els ulls ataronjats, amb la boca petita, els llavis gruixuts i un parell de barbetes sensorials que li pengen per sota de la boca. Posseeix 4 espines dorsals, de 8 a 9 radis dorsals, de 3 a 4 espines anals, de 6 a 8 radis anals i una aleta caudal amb 19 radis.

## Distribució i hàbitat
És un peix més abundant sobretot en aigües tranquil·les de rius i llacs amb el fons fangós i amb una bona densitat de plantes aquàtiques. Tolera molt bé aigües amb poca saturació d'oxigen i una salinitat de fins al 12‰. Suporta temperatures de l'aigua entre els 4 °C i els 24 °C. Sol passar els hiverns enterrada sota el fang del fons.
La tenca és originaria d'Euràsia. Dins del continent europeu es troba a tot arreu excepte al nord de la península escandinava, la part nord d'Escòcia, Crimea i la part occidental de la península dels Balcans. Ha estat introduïda als EUA, Xile, el nord i sud d'Àfrica, Tasmània, Austràlia, Nova Zelanda i l'Índia.
S'alimenta tan de petits animals com mol·luscs i animals bentònics, com de plantes.

## Reproducció
La majoria de mascles assoleixen la maduresa sexual als 3 anys i les femelles als 4 anys. Les femelles desoven entre els 2 i els 6 anys d'edat. Acostumen a desovar entre els mesos de maig i octubre sempre que la temperatura sigui superior als 19 °C, sobretot entre els 22 °C i els 24 °C. Durant l'època reproductiva, diversos mascles segueixen a les femelles que desoven sobre la vegetació del fons adherint els ous a les plantes. Si el clima és càlid, les femelles poden desovar fins a 9 vegades durant l'any, aproximadament cada 11-15 dies. Si la temperatura fluctua molt, es pot produir una alta mortalitat dels ous. La incubació dels ous, d'entre 0,8 i 1 mm de diàmetre, dura uns 3 dies a una temperatura de 20 °C. Passada la incubació, els ous s'obren i les larves mesuren entre 4 i 5 mm.